# Ōoku
Đại Áo (chữ Hán: 大奥; おおおくŌoku) hiểu đơn giản là hậu cung của thành Edo (Tokyo, Nhật Bản ngày nay), nơi mà rất nhiều phụ nữ có quan hệ với Tướng quân (shōgun) đương kim cư trú. Khu vực tương tự hậu cung trong lâu đài của những lãnh chúa (大名Đại Danh; daimyō) quyền lực cũng được gọi bằng thuật ngữ này. Đại Áo là nơi sống của mẹ (tướng mẫu), vợ (chính thất) và thê thiếp (Kế thất, trắc thất,..) của tướng quân.
Đồn rằng, trong Đại Áo có đến hàng ngàn phụ nữ, gồm cả người giúp việc và các chức sắc khác. Giống như các phần còn lại của lâu đài Edo, Đại Áo cũng là một trong những đầu mối mưu đồ chính trị của Mạc phủ.

## Lịch sử

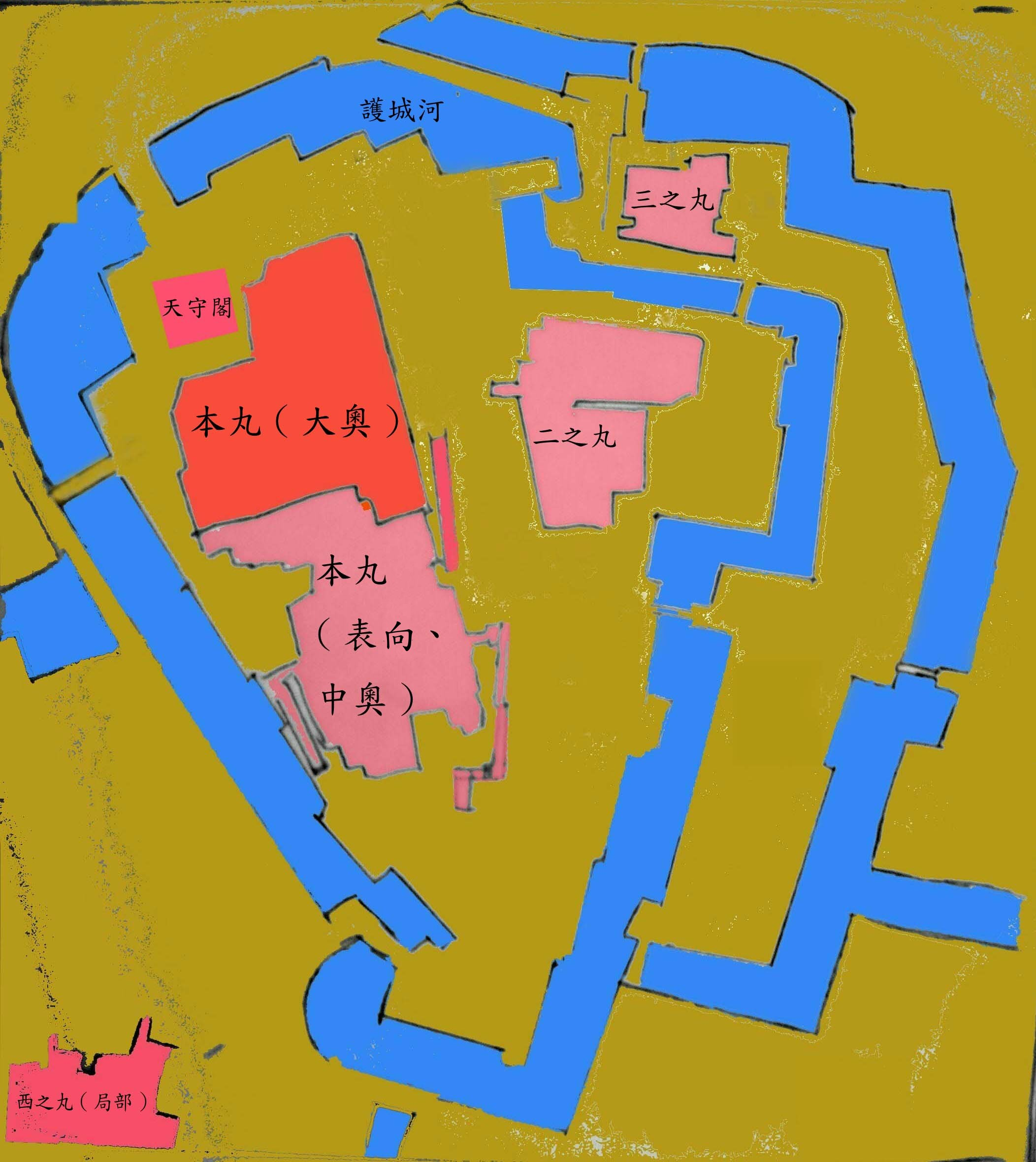
Sơ đồ thành Giang hộ với hào nước màu xanh, Bản Hoàn, Nhị Chi Hoàn và Tam Chi Hoàn tô màu hồng nhạt; Tây Chi Hoàn màu hồng đậm nằm ở góc dưới cùng bên trái; tháp Thiên Thủ màu hồng đậm nằm cạnh Bản Hoàn; Đại Áo nằm trong Bản Hoàn được đánh dấu nổi bật màu đỏ.

Sau khi thành lập Mạc phủ Tokugawa, tướng quân Tokugawa Ieyasu cho xây dựng các cung điện ở thành Edo. Trong những cung điện ấy cũng đã có những khu được gọi là Đại Áo, tuy nhiên vào thời đó, chưa có sự phân biệt ranh giới giữa Biểu (表; Hyō) - là nơi làm chính trị và Áo (奥; Oku) - là nơi sinh sống của tướng quân và gia đình. Đến năm Nguyên Hoà thứ 4 (1618), ranh giới này được dựng lên theo lệnh của tướng quân đời thứ 2, Tokugawa Hidetada, qua việc ban hành đạo luật mang tên Bích Thư (壁書; Kabegaki) . Sau đó, Bản Hoàn (本丸; Honmaru) được chia thành Biểu (表; Hyō) - trị sở của chính quyền Mạc phủ Tokugawa và Trung áo (中奥; Nakaoku) - nơi sinh sống và làm việc của tướng quân. Đại Áo được đặt tại khu vực gọi là Trung áo này. Tới đời tướng quân thứ 3 Tokugawa Iemitsu, nhũ mẫu Kasuga-no-Tsubone (春日局; Xuân Nhật Cục) là người cho phát triển hàng loạt những quy tắc, tổ chức sắp xếp Đại Áo trở thành giống như chúng ta biết đến ngày nay.
Ở Đại Áo, những người phụ nữ phải sống ở đây gần như cả cuộc đời (ngoại trừ một số Áo Nữ Trung cấp thấp) và không được ra ngoài khi không được cho phép. Ngoài ra, các Áo Nữ Trung cũng không được nói cho người khác biết có chuyện gì xảy ra ở Đại Áo, nếu bị phát hiện sẽ phạt rất nặng, vì vậy các thông tin về Đại Áo lưu truyền rất hạn chế. Mạc phủ cũng đặt ra điều luật cấm nam giới ra vào Đại Áo, chỉ có một cửa duy nhất được mở dưới sự kiểm soát chặt chẽ nhằm phục vụ hoạt động vận chuyển hàng hóa vào cung. Đàn ông dù cố ý hay vô ý nhập cung đều bị xử tử. Hành lang tướng quân đi qua để vào Ōoku được gọi là Ngự Linh Lang Hạ (御鈴廊下; Osuzu Rōka), tên gọi này bắt nguồn từ việc các chiếc chuông sẽ được rung lên khi shogun ngự giá.  Đây là lối đi duy nhất để vào Ōoku và thông thường thì nó luôn được khóa. Nhưng để thoát hiểm trong những thiên tai như động đất hay hỏa hoạn, một lối đi nữa được xây dựng sau đó, gọi là Hạ Ngự Linh Lang Hạ (下御鈴廊下; Shimo Osuru Rōka). Việc mở cửa Ngự Linh Lang Hạ do Ngự Đĩnh Khẩu phụ trách.
Năm 1868, trong cuộc Minh Trị Duy Tân, toàn bộ thành Edo bị triều đình thu hồi. Cũng như những chức sắc khác trong thành, các Áo Nữ Trung bị buộc rời khỏi Đại Áo, vì thế không thể tránh khỏi nhiều thông tin trước đây được coi là thông tin mật lọt ra ngoài, tuy nhiên chúng đã bị pha trộn, tồn tại dưới dạng những câu chuyện nửa kỳ ảo, nửa hiện thực.

## Cấu trúc
Dưới thời Edo, lâu đài Edo được gọi là Ngự Thành (御城; Ojō). Bên trong Ngự Thành là các lớp tường thành phòng thủ xây bằng đá, có hào sâu và lính tráng canh gác cẩn mật gọi là khúc luân (曲輪; kuruwa). Bên trong khúc luân được chia ra nhiều khu: Bản thành (本城; Honjo), Tây Chi Hoàn (西の丸; Nishi no Maru), núi Hồng Diệp (紅葉山; Momiji yama) và Xuy Thượng ngự uyển (吹上御苑; Fukiage kyoen). Bản thành bao gồm Bản Hoàn (本丸; Honmaru), Nhị Chi Hoàn (二の丸; Ni no Maru) và Tam Chi Hoàn (三の丸; San no Maru). Đại Áo được đặt trong ba lớp thành quách là Bản Hoàn, Nhị Chi Hoàn và Tam Chi Hoàn, chia làm ba khu: Quảng phu, Ngự điện và Trường cục.

### Quảng phu hướng
Quảng phu hướng (広敷向; Hiroshikimuki) hoặc Ngự Quảng phu hướng (御広敷向; Ohiroshikimuki), là cửa ngõ ra vào Đại Áo, có bộ phận canh gác nghiêm ngặt.

### Ngự điện hướng
Ngự điện hướng (御殿向; Gotenmuki) là nơi sống và làm việc của tướng quân, ngự đài sở, sinh mẫu của tướng quân và đại ngự đài sở. Ngự điện bao gồm:
- Ngự tiểu toạ phu (御小座敷; Okozashiki): nơi tướng quân dùng để nghỉ lại Đại Áo, thị tẩm các phi tần.
- Cư sở (nơi ở) của Ngự đài sở. Giống như hậu cung của các quốc gia phong kiến Á Đông khác, mỗi phi tần của Tướng quân được ban cho một khu cung điện. Cư sở của phi tần tùy theo thời đại mà có tên gọi khác nhau, phụ thuộc vào cung chủ của cung điện đó như Tùng Ngự Điện (松御殿), hay Tân Ngự Điện (新御殿), vân vân.
- Cật sở (nơi làm việc) của các Áo nữ trung, ví dụ như Thiên Điểu chi gian (千鳥之間) hay Ngô Phục chi gian (呉服之間), vân vân.
- Tí hậu tịch (伺候席; Shikōseki): nơi các hạ thần trong Đại Áo chờ tiếp kiến tướng quân.
- Ngoài ra còn có Ngự đối diện sở  (御対面所; Gotaimensho) - nơi họp bàn giữa tướng quân với các hạ thần, Ngự Phật gian (御仏間) - nơi thờ Phật và nơi đặt bài vị của các đời Tướng quân đi trước.

### Trường cục hướng
Trường cục hướng (長局向; Nakatsubone Muki) là nơi làm việc của các tổng quản và các dãy phòng ngủ của thị nữ, nô tì trong Đại Áo.

## Áo nữ trung
Đại Áo là một xã hội thu nhỏ, tập hợp hơn một nghìn phụ nữ với thứ bậc cao thấp khác nhau; bao gồm chính thê, trắc thất, tổng quản, thị nữ; được gọi chung là Áo nữ trung (奥女中; Okujōchū), có nhiệm vụ hầu hạ Tướng quân và gia tộc Tokugawa. Trong đó chỉ một số ít Áo nữ trung có tư cách tiếp kiến tướng quân; số còn lại là các thị tỳ, nô bộc chuyên dọn dẹp, gánh nước, nấu nướng hay may vá.

### Ngự đài sở
Chính thê của các tướng quân tôn xưng Ngự đài sở (御台所; Midaidokoro) là người có quyền đứng đầu, thống lĩnh Đại Áo trên danh nghĩa; tuy vậy Đại Áo thường được quản lý bởi Thượng lạp Ngự niên ký hoặc các nữ quan tổng quản dưới quyền bà là Ngự niên ký.
Việc tuyển chọn Ngự đài sở được Mạc phủ đặc biệt chú trọng. Kể từ đời tướng quân thứ 3 là Iemitsu, Ngự đài sở phải có xuất thân trong sạch và cao quý, phải là con gái của 4 gia tộc có huyết thống gần gũi với hoàng thất Nhật Bản, gọi là "Tứ Thân Vương gia" (四親王家; Shishinnō ke), bao gồm:
- Hữu Tê Xuyên Cung gia (有栖川宮家; Arisugawa-no-Miya ke)
- Quế Cung gia (桂宮家; Katsura-no-Miya ke)
- Phục Kiến Cung gia (伏見宮家; Fushimi-no-Miya ke)
- Nhàn Viện Cung gia (閑院宮家; Kan'in-no-Miya ke)

hoặc là con gái của một trong "Ngũ nhiếp gia" (五摂家; Sekke), bao gồm:
- Nhất Điều (一条; Ichijō)
- Nhị Điều (二条; Nijō)
- Cửu Điều (九条; Kujō)
- Cận Vệ (近衛; Konoe)
- Ưng Tư (鷹司; Takatsukasa).

Tuy nhiên cũng có những ngoại lệ. Ví dụ như Quảng Đại viện - chính thất của Tokugawa Ienari và Thiên Chương viện - chính thất của Tokugawa Iesada, đều xuất thân từ gia tộc Shimazu nhưng lấy thân phận con nuôi của nhà Cận Vệ để trở thành Ngự đài sở. Thêm nữa, Bát Thập Cung Cát Tử Nội Thân vương - hứa hôn với Tokugawa Ietsugu và Hoà Cung Thân Tử Nội Thân vương - chính thất của Tokugawa Iemochi; đều không xuất thân từ Ngũ Nhiếp gia hay Tứ Thân Vương gia, mà là con gái ruột của Thiên hoàng.
Từng có giai đoạn, tướng quân không lập Ngự đài sở, như thời tướng quân đầu tiên Ieyasu và tướng thứ 8 Yoshimune. Chính thất của cả hai vị trên đều đã qua đời từ trước khi họ trở thành tướng quân, và họ không lập thêm chính thất mới trong suốt thời gian tại vị. Vì vậy trong thời gian này, danh vị Ngự đài sở hoàn toàn bị bỏ trống. Khi đó người chủ trì quản lý Đại Áo sẽ là sinh mẫu của tướng quân hoặc là chính thất của tiên tướng quân.
Hầu hết các chính thất của tướng quân nhà Tokugawa trong giai đoạn đầu thời kỳ Edo đều có vai trò là nữ chủ của Đại Áo. Tuy nhiên, như trường hợp Ngự đài sở của Tokugawa Iemitsu là Takatsukasa Takako, thực quyền quản lý Đại Áo lại nằm trong tay nhũ mẫu Kasuga-no-Tsubone. Kasuga-no-Tsubone từ một nhũ mẫu đã vươn tới đỉnh cao quyền lực trong Đại Áo mà chi phối chính sự. Sau đó, để tránh tình trạng này tái diễn, Mạc Phủ thực hiện hàng loạt quy tắc siết chặt, ví dụ như việc yêu cầu các nhũ mẫu phải che mặt khi cho thế tử bú sữa nhằm ngăn cản tướng quân tương lai nảy sinh tình nghĩa với người ngoại tộc. Kể từ thời tướng quân Ienobu, vị trí của Ngự đài sở trong Đại Áo mới trở nên bất di bất dịch.
Tất cả các cuộc hôn nhân giữa Ngự đài sở và các tướng quân nhà Tokugawa đều là hôn nhân sắp đặt, thường là vì lý do chính trị. Theo thông lệ, Ngự đài sở thì không được phép có con do Mạc phủ lo ngại triều đình dựa vào mối liên kết với đứa con này mà nhúng tay vào chính sự. Trong suốt chiều dài lịch sử của Đại Áo, duy nhất Ngự đài sở Oeyo - chính thất của tướng quân Hidetada là sinh được thế tử kế vị.
Sau khi tướng quân qua đời, khác với các trắc thất không sinh được con trai cho tướng quân phải rời khỏi Đại Áo, Ngự đài sở sẽ được tôn là Đại Ngự đài sở (大御台所; Ōmidai dokoro) và được tiếp tục ở lại Đại Áo. Đại Ngự đài sở là danh vị cực cao quý, là người phụ nữ có địa vị tôn kính nhất được quyền tham dự chuyện chính sự của Mạc phủ.

### Trắc thất
Các trắc thất của tướng quân cơ bản xuất thân từ các Ngự trung lạp hầu hạ Ngự đài sở trong Đại Áo.
Trong mỗi lần viếng thăm Đại Áo, Ngự đài sở, tổng quản Thượng Lạp Ngự niên ký, Ngự niên ký và Ngự trung lạp sẽ quỳ dọc hai bên Ngự Linh Lang Hạ theo thứ bậc để tiếp kiến. Nếu may mắn được để mắt, tướng quân sẽ nói tên của Ngự trung lạp đó cho tổng quản Ngự niên ký của mình. Ngự niên ký của tướng quân sẽ gặp và họp bàn với Ngự niên ký của Ngự đài sở. Cùng ngày, một thủ tục gọi là "Ngự đài sở liễu thừa" (御台所了承; Midaidokoro ryōshō) nhằm đạt được sự đồng ý của Ngự đài sở sẽ diễn ra và nếu được phê duyệt, Trung lạp này sẽ được tướng quân thị tẩm tại Ngự Tiểu Toạ Phu vào đêm hôm đó. Ngự trung lạp được chỉ định có quyền từ chối thị tẩm, nhưng họ sẽ bị buộc phải "vĩnh ngự hạ" (永のお暇; ei-no-ohima) - tức là vĩnh viễn từ bỏ chức vụ của mình và rời khỏi Đại Áo.
Sau khi thị tẩm, Ngự trung Lạp được gọi là Otetsuki (お手つき). Nếu Otetsuki sinh được con trai sẽ gọi là Ngự bộ ốc dạng (御部屋様; Oheya sama), sinh con gái gọi là Ngự phúc dạng (御腹様; Ohara sama). Họ được tướng quân cấp cho cung điện riêng và trở thành trắc thất của tướng quân.
Dù đã trở thành trắc thất, nhưng Ngự bộ ốc dạng và Ngự phúc dạng hầu như không có quyền lực gì đáng kể. Chỉ sau khi họ sinh ra được thế tử kế vị thì địa vị của họ mới có cơ hội thăng tiến. Ví dụ, khi trắc thất mang thai, các quan ngự y tới thăm khám phải quỳ ở thềm dưới để tỏ lòng tôn kính với hậu duệ của tướng quân đang nằm trong bụng; sau khi trắc thất sinh con, ngược lại ngự y ngồi ở bậc trên khám cho trắc thất.
"Ngự bộ ốc dạng" dù không có gia thế hiển hách nhưng nếu sinh được con trai thì họ có thể sống phú quý đến hết đời do được đi theo con đến sống tại dinh thự tướng quân phong cho ở các phiên thuộc nằm khắp đất nước. Đặc biệt, nếu con trai của Ngự bộ ốc dạng được chọn làm thế tử và trở thành tướng quân trong tương lai thì họ sẽ là tướng mẫu được đối đãi không kém gì Ngự đài sở. Ví dụ như mẹ của tướng quân Tokugawa Tsunayoshi là Quế Xương viện từng được phong "Tòng Nhất vị" (従一位; Jūichimi; tương đương nhất phẩm phu nhân). Nhưng Mạc phủ Tokugawa đã sớm để mắt tới điều này. Nhiều chính sách kìm hãm được Mạc phủ đưa ra, tới nửa cuối thời Edo, quyền lực của các trắc thất, sinh mẫu và nhũ mẫu tướng quân ngày một suy giảm theo thời gian. Các trắc thất dù sinh ra thế tử nối dõi tướng quân cũng chỉ được đối đãi không khác gì một Nữ trung hầu hạ gia tộc Tokugawa.
Sau khi tướng quân qua đời, tất cả trắc thất đều phải cắt tóc ngang lưng, không được búi lên cao. Theo thông lệ, họ lấy pháp hiệu nữ viện theo cú pháp gồm 3 Hán tự, hậu tố cuối cùng kết thúc bằng "viện" (院; in), ví dụ như Thiên Anh viện, Trừng Tâm viện; sau đó rời khỏi Đại Áo. Ngự bộ ốc dạng và Ngự phúc dạng sinh được con cho tướng quân sẽ được chuyển đến sống trong cung điện ở Nhị Chi Hoàn hoặc Tam Chi Hoàn. Các Ngự trung lạp Otetsuki không có con bị giam hãm ở điện Sakurada và dành cả phần đời còn lại lặng lẽ để tang cho phu quân. Các vị trắc thất này không được phép trở về với mẫu tộc của mình.

Trong số 15 vị tướng quân nhà Tokugawa, chỉ có 2 vị là tướng quân thứ 7 Ietsugu - qua đời khi mới lên 7 tuổi và tướng quân thứ 13 Iemochi là không có trắc thất.

### Những Áo nữ trung hầu hạ gia tộc tướng quân
Những tổng quản hầu hạ gia đình tướng quân có trách nhiệm quản lý các công việc lớn nhỏ trong Đại Áo, giữa các tổng quản cũng phân chia thứ bậc:
- Thượng lạp Ngự niên ký (上臈御年寄; Jōrō Otoshiyori): con gái các dòng dõi huân thần bồi giá theo chính thất Ngự đài sở hoặc xuất thân từ giới quý tộc tại kinh đô Kyoto, chịu trách nhiệm bảo trợ lễ nghi và giáo hóa các cung nhân trong Đại Áo. Mặc dù trên danh nghĩa, Thượng lạp Ngự niên ký Đại tổng quản có quyền lực rất cao nhưng trên thực tế không có thực quyền nhiều bằng Ngự niên ký.
- Ngự niên ký (御年寄; Otoshiyori): xuất thân từ tầng lớp Samurai thượng cấp, người có quyền lực tối cao tại Đại Áo, quản lý mọi thứ ở đây.

Một số tước vị khác thấp hơn:
- Ngự trung lạp (御中臈; Ochūrō): nữ quan phục vụ Ngự đài sở và hay được tuyển chọn làm hầu thiếp để sinh con cho Tướng quân.
- Trung lạp (中臈; Chūrō): hầu cận Ngự đài sở, dự tuyển làm hầu thiếp của Shōgun.
- Trung niên ký (中年寄; Chūdoshiyori): nữ quan phụ tá của Ngự niên ký.
- Ngự khách ứng đáp (御客應答; Okyaku ashirai): phụ trách tiếp đãi các nữ quyến thuộc các dòng nhánh Tokugawa của Shogun.
- Ngự phường chủ (御坊主; Obōzu): nữ quan phụ trách chuẩn bị vật tùy thân cho Shogun, có thể đi lại giữa Đại Áo, Trung Áo và Biểu Gian.
- Ngự đĩnh khẩu (御錠口; Ojōguchi): nữ quan canh giữ cửa Ngự Linh lang hạ, là chính môn tại Đại Áo.
- Ngự tiểu tính (御小姓; Okoshō): các thiếu nữ độ tuổi từ 7 tới 16 tuổi hầu cận Ngự đài sở.
- Ngự thứ (御次; Otsugi): phụ trách quét dọn, di chuyển lễ phẩm, chuẩn bị bữa ăn và lưu trữ đồ vật của tướng quân. An bài các tiết mục du nghệ khánh điển.
- Biểu sử (表使; Omotezukai): giúp việc cho Ngự niên ký, phụ trách sở nhu vật phẩm của Đại Áo.
- Ngự hữu bút (御右筆; Goyūhitsu): phụ trách văn thư, kiểm tra cống phẩm.
- Thiết thủ thư (切手書; Kittegaki): phụ trách ghi chép tình hình ra vào Đại Áo.
- Ngô phục chi gian (吳服之間; Gofuku-no-ma): phụ trách làm y phục cho cả Đại Áo.
- Ngự tam chi gian (御三之間; Ōsan-no-ma): tạp dịch cho Ngự niên ký.
- Hoả chi phiên (火の番; Hi-no-ban): các thị nữ đảm đương việc củi lửa trong Đại Áo. Họ di chuyển dọc theo các hành lang nối các cung điện vào ban đêm và cất tiếng nhắc nhở các Áo nữ trung khác đảm bảo không có hoả hoạn xảy ra.

- Sūgen'in (崇源院 (Sùng Nguyên viện)?) - Ngự đài sở của Daishōgun thứ 2, Tokugawa Hidetada; mẹ của Tokugawa Iemitsu; bà nội của Tokugawa Ietsuna, Tokugawa Tsunashige và Tokugawa Tsunayoshi; bà cố của Tokugawa Ienobu; bà sơ của Tokugawa Ietsugu.
- Kasuga no Tsubone (春日局 (Xuân Nhật Cục)?) - Nhũ mẫu và là Tổng quản Thượng lạp Ngự niên ký của Tokugawa Iemitsu. Cuộc đời bà được tái hiện lại trong bộ phim Ōoku ~Dai Isshō~ (大奥〜第一章〜) công chiếu năm 2004 của Fuji TV.
- Honri'in (本理院 (Bản Lý viện)?) - Ngự đài sở của Daishōgun thứ 3, Tokugawa Iemitsu. Trước khi quy y, tên của bà là Takatsukasa Takako (鷹司孝子 (Ưng Tư Hiếu Tử)?) - con gái của một gia đình quý tộc ở Kyoto. Cuộc hôn nhân của bà là hôn nhân chính trị giữa triều đình với Mạc phủ.
- Eikoin (永光院 (Vĩnh Quang viện)?) - Trắc thất của Tokugawa Iemitsu. Tên trước khi quy y của bà là Oman (お万 (Ngự Vạn)?) hay Oman no Kata (お万の方 (Ngự Vạn Chi Phương)?); là con gái của một gia đình quý tộc, nhưng sớm xuất gia đi tu và trở thành trụ trì chùa Khánh Quang (慶光院 Keikō'in (Khánh Quang viện)?). Tương truyền, khi Oman đến tiếp kiến tướng quân, bà bị Iemitsu ép hoàn tục và đưa vào Đại Áo làm trắc thất. Sau khi tướng quân qua đời năm 1651, bà không quy y theo truyền thống mà tiếp tục làm việc tại Đại Áo với chức quan Thượng lạp Ngự niên ký dưới thời tướng quân tiếp theo. Thời kỳ này, bà đổi tên thành Oume no Tsubone (お梅の局 (Ngự Mai chi Cục)?). Làm quan đến năm 1657, bà chính thức nghỉ hưu và quy y cửa Phật với pháp hiệu Vĩnh Quang viện. Bà qua đời năm 1711, thọ 88 tuổi.
- Hōjuin (宝樹院 (Bảo Thụ viện)?) - Trắc thất của Tokugawa Iemitsu, mẹ của Tokugawa Ietsuna. Tên trước khi quy y của bà là Oraku (お楽 (Ngự Lạc)?) hay Oraku no Kata (お楽の方 (Ngự Lạc chi Phương)?).
- Junshōin (順性院 (Thuận Tính viện)?) - Trắc thất của Tokugawa Iemitsu, mẹ của Tokugawa Tsunashige, bà nội của Tokugawa Ienobu, bà cố của Tokugawa Ietsugu.
- Keishōin (桂昌院 (Quế Xương viện)?) - Trắc thất của Tokugawa Iemitsu, mẹ của Tokugawa Tsunayoshi.
- Jōkōin (浄光院 (Tĩnh Quang viện)?) - Ngự đài sở của Daishōgun thứ 5, Tokugawa Tsunayoshi. Tên trước khi quy y của bà là Takatsukasa Nobuko (鷹司信子 (Ưng Tư Tín Tử)?). Có giả thuyết cho rằng, mối quan hệ giữa Nobuko và mẹ chồng là Quế Xương viện không tốt, vì xuất thân của Quế Xương viện là một thường dân thấp kém nên bà luôn có ác cảm với cô con dâu vốn dòng dõi hoàng gia danh giá. Giả thuyết cũng cho rằng, Nobuko với tướng quân Tsunayoshi có một cuộc hôn nhân không hạnh phúc, và Nobuko không có bất kỳ đứa con nào. Năm 1709, tướng quân Tsunayoshi qua đời. Chưa đầy một tháng sau ngày mất của chồng, Nobuko - giờ đây lấy pháp hiệu Tĩnh Quang viện cũng qua đời. Vì thế trong dân gian lưu truyền chuyện Nobuko cùng cận thần cấu kết ám sát tướng quân nhưng bị phát giác, nên bà bị giết sau đó. Câu chuyện khác lại cho rằng, Nobuko ám sát tướng quân sau đó tự tử, hoặc bị chính cận thần giết chết.
- Zuishuin (瑞春院 (Thụy Xuân viện)?) - Trắc thất của Tokugawa Tsunayoshi. Tên trước khi quy y của bà là Oden (お伝 (Ngự Truyền)?) hay Oden no Kata (お伝の方 (Ngự Truyền chi Phương)?). Vì có cùng xuất thân thường dân, Oden được mẹ chồng ưu ái hơn hẳn các thê thiếp khác của Tsunayoshi. Bà là người duy nhất sinh được con cho tướng quân, gồm một con trai và một con gái, tuy nhiên cả hai đều qua đời sớm khiến cho bài toán tìm người nối dõi gia tộc Tokugawa càng thêm phức tạp.
- Emon-no-suke no Tsubone (右衛門佐局 (Hữu vệ môn Tá Cục)?) - Tổng quản Thượng lạp ngự niên ký của Tokugawa Tsunayoshi. Emon-no-Suke được Ngự đài sở Nobuko mời từ kinh đô đến với mục đích củng cố địa vị và tìm kiếm đồng minh. Trước khi tới Đại Áo, bà từng làm quan ở kinh đô Kyoto.
- Konoe Hiroko (近衛熙子 (Cận vệ Hi tử)?)/天英院 (Ten'ei'in (Thiên Anh viện)?) - Ngự đài sở của Daishōgun thứ 6, Tokugawa Ienobu.
- Gakkōin (月光院 (Nguyệt Quang viện)?) - Trắc thất của Tokugawa Ienobu, mẹ của Tokugawa Ietsugu.
- Ejima (絵島 (Hội đảo)?) - Tổng quản Ngự niên ký của Daishōgun thứ 7, Tokugawa Ietsugu. Tiến cung với thân phận là một thị nữ theo hầu Nguyệt Quang viện. Sau khi tướng quân Ienobu qua đời, Ietsugu lên nối ngôi lúc mới 3 tuổi, Ejima được thăng lên làm tổng quản Thượng lạp Ngự niên ký trong Đại Áo. Năm 1714, Ejima được giao phó thay mặt tướng mẫu Nguyệt Quang viện đi thăm viếng mộ tiên tướng quân Ienobu. Sau khi viếng mộ, bà có ghé xem kịch kabuki và tổ chức buổi thết đãi cùng diễn viên kịch Ikushima Shingoro. Khi trở về Đại Áo, do quá giờ giới nghiêm nên bà bị chặn ở ngoài không cho vào. Sự việc bị đẩy lên cao và Ejima bị kết tội tư thông với Ikushima Shingoro. Cả hai đều bị xử tử, nhưng nhờ được Nguyệt Quang viện giúp nên Ejima chỉ bị giam tại vùng núi tỉnh Nagano. Sự kiện này gây náo động khiến Mạc phủ tổ chức điều tra mở rộng, phát hiện hơn 1000 sai phạm và nhiều người bị đưa ra xét xử. Sự việc được tái hiện trong phim Ōoku (大奥) công chiếu năm 2006.
- Tamazawa (玉沢 (Ngọc trạch)?) - Tổng quản Ngự niên ký của Daishōgun thứ 10, Tokugawa Ieharu.
- Kōdai'in (広大院 (Quảng Đại viện)?) - Ngự đài sở của Daishōgun thứ 11, Tokugawa Ienari.
- Ōsaki (大崎 (Đại kì)?) - Tổng quản Ngự niên ký của Tokugawa Ienari.
- Ane no Kōji (姉小路 (Tỉ tiểu lộ)?) - Tổng quản Thượng lạp ngự niên ký của Daishōgun thứ 12, Tokugawa Ieyoshi, bà cũng là dì của Tĩnh Khoan viện Cung.
- Made no Kōji no Tsubone (万里小路局 (Vạn lý Tiểu lộ Cục)?): nhập cung năm 1836 với vai trò là Tiểu Thượng lạp của Daishōgun thứ 11 Tokugawa Ienari, sau đó chính thức trở thành tổng quản Thượng lạp ngự niên ký dưới thời Tokugawa Ieyoshi. Mặc dù không còn giữ chức vị này trong hai thế hệ tướng quân tiếp theo là Iesada và Iemochi, nhưng bà vẫn có quyền lực tham chính đối với Mạc phủ Edo lúc bấy giờ. Bà trở thành vị tổng quản nắm giữ quyền lực lâu nhất trong lịch sử Đại Áo và được gọi là Bút đầu Lão nữ (筆頭老女).
- Honjuin (本寿院 (Bản Thọ viện)?) - Trắc thất của Tokugawa Ieyoshi, mẹ của Tokugawa Iesada.
- Takiyama (瀧山 (Lung sơn)?) - Tổng quản Ngự niên ký của hai đời Daishōgun thứ 13 và 14, Tokugawa Iesada và Tokugawa Iemochi.
- Tenshōin (天璋院 (Thiên Chương viện)?) - trở thành Ngự đài sở của Daishōgun thứ 13, Tokugawa Iesada; sau khi hai đời vợ trước của tướng quân này qua đời sớm.
- Ikushima (幾島 (Ki Đảo)?) - Tổng quản Ngự niên ký của Thiên Chương viện.
- Jitsujōin (実成院 (Thực Thành viện)?) - mẹ của Daishōgun thứ 14, Tokugawa Iemochi.
- Seikan'in-no-Miya (静寛院宮 (Tĩnh Khoan viện Cung)?) - Ngự đài sở của Daishōgun thứ 14, Tokugawa Iemochi.
- Ichijō Mikako (一條美賀子 (Nhất Điều Mỹ Hạ Tử)?)/貞肅院 (Sadaku'in (Trinh Túc viện)?) - Ngự đài sở của Daishōgun thứ 15, Tokugawa Yoshinobu.

Trong nghệ thuật hội họa Nhật Bản, có nhiều bức tranh nói về Ōoku rất nổi tiếng. Một series phim truyền hình rất ăn khách mang tên "Ōoku" cũng được FujiTV sản xuất. Hay những bộ phim khác như "Atsuhime" (Taiga NHK sản xuất), "Oh! Oku" (phim 2006), "Ōoku" (phim 2008)" và "Ōoku" (phim 2010). Một bộ manga có tên "Ōoku: The inner chambers" cũng lấy chủ đề về Ōoku.
1. ↑  "The Satsuma Domain employed this term". Bản gốc lưu trữ ngày 19 tháng 10 năm 2008. Truy cập ngày 7 tháng 2 năm 2015.
2. ↑  "大奥" (bằng tiếng Nhật). Kotobank.
3. ↑  "壁書". Kotobank. Truy cập ngày 13 tháng 3 năm 2019.
4. ↑  "御鈴廊下" (bằng tiếng Nhật). Kotobank.
5. ↑  "長局向" (bằng tiếng Nhật). Kotobank. Truy cập ngày 22 tháng 1 năm 2019.

- Định nghĩa của ōoku tại Wiktionary